# Convento de Santos-o-Novo

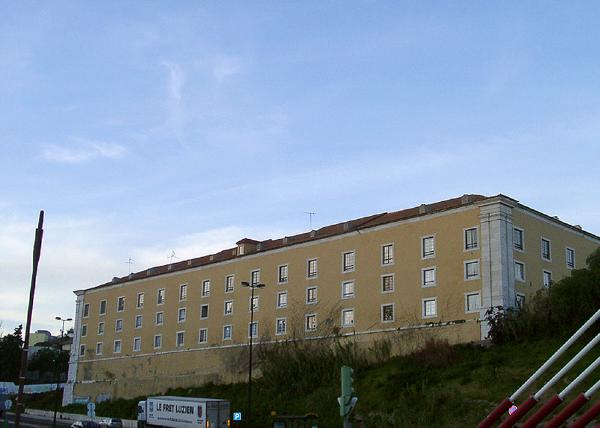
Vista geral do convento de Santos-o-Novo.

O Convento de Santos-o-Novo é um edifíco localizado na Calçada Cruz da Pedra, n.º 44, em Lisboa.
Foi construído no início do século XVII, durante o reinado de D. Filipe II de Portugal, para as Comendadeiras da Ordem de Santiago. Parcialmente destruído pelo terramoto de 1755, foi depois recuperado.
Após a extinção das ordens religiosas em 1834, as Comendadoras Honorárias da Ordem Militar de Sant'Iago da Espada mantiveram-se no local até à Implantação da República a 5 de Outubro de 1910, data em que o 2.º piso foi ocupado pela Escola Primária Superior de D. António da Costa, sendo posteriormente ocupada pelo Instituto Sidónio Pais. Actualmente pertence aos Recolhimentos.
Trata-se de um edifício de grande imponência, que não chegou a ser concluído. O claustro de grandes dimensões e de planta quadrada, desenvolve-se em galerias de arcos de volta perfeita, albergando as capelas do Senhor dos Passos e da Encarnação, revestidas a talha, estatuária e azulejaria. A igreja, de nave única, com cinco capelas laterais, integra talha dourada, mármores polícromos e painéis de azulejos, destacando-se os que revestem as paredes e narram os passos da vida dos Santos Mártires.
A sua classificação como Imóvel de Interesse Público abrange a igreja, o claustro e demais dependências, assim como as zonas exteriores ajardinadas, formando o conjunto da cerca conventual.